# Unter anderen Umständen: Liebesrausch
Liebesrausch ist ein deutscher Fernsehfilm von Judith Kennel aus dem Jahr 2017. Es handelt sich um die 13. Folge der Krimiserie Unter anderen Umständen mit Natalia Wörner in der Hauptrolle.

## Handlung
Kommissarin Jana Winter muss sich um den Fall eines bei einer nächtlichen Verkehrskontrolle getöteten Polizisten kümmern. Auf einer Landstraße hatte ein verdächtiger PKW nicht gehalten, sondern war gezielt auf den Polizisten zugefahren. Seine Kollegin hat sogleich versucht auf den Reifen zu schießen, aber ihrer Meinung nach nichts damit erreicht. Doch Jana findet den Wagen mit dänischem Kennzeichen unweit des Unglücksortes verlassen im Wald. Offensichtlich hatte die Kollegin doch getroffen, denn es finden sich Blutspuren im Auto. Jana Winter informiert Kommissariatsleiter Brauner und fordert einen Suchhund an. In dem verlassenen Gebäude eines Ruderclubs findet sie schließlich einen Mann, der augenscheinlich erschlagen wurde. Anhand des Autokennzeichens kann der Tote als Karsten Rogge identifiziert werden, Jana Winter begibt sich deshalb nach Kopenhagen und arbeitet dort mit ihrem dänischen Kollegen Malte Larssen zusammen. Alle Anzeichen deuten darauf hin, dass der getötete Geschäftsmann ein Verhältnis hatte. Diese Spur führt zu Rogges Geschäftsfreund Axel Gerstätter in Schleswig. Seine Frau räumt ein, vor Jahren eine Affäre mit Rogge gehabt zu haben, doch dies wäre Vergangenheit und hätte heute nichts mehr zu bedeuten. Dennoch wird ihr Mann als Tatverdächtiger festgenommen.
Jana Winter findet indessen heraus, dass nicht Gerstätters Ehefrau, sondern dessen fünfzehnjährige Tochter Caro mit Karsten Rogge ein Verhältnis hatte und mit hoher Wahrscheinlichkeit in dem Auto saß, als es in die Polizeikontrolle geriet. Nach Caros Angabe waren sie verliebt und wollten zusammen nach Barcelona. Rogge hatte sie ans Steuer gelassen, aber da sie keinen Führerschein hat, wollte sie an der Sperre vorbeifahren, hatte aber den Wagen nicht unter Kontrolle und zu viel Gas gegeben. Durch den Unfall von seinem „Liebesrausch“ ernüchtert, habe Rogge ihr erklärt, dass er für sie beide – mit 30 Jahren Altersunterschied – keine Zukunft sähe. Er hätte ihren Vater angerufen, damit er sie abholen könne. Doch nachdem ihr Vater eintraf, hätte sie die beiden Männer allein gelassen und stattdessen Rogges Sohn Jonas angerufen, um sie abzuholen.
Jonas Rogge ist schon lange heimlich in Caro verliebt und hat seinen Vater gehasst. Unter Rogges Eskapaden hatte nicht nur er, sondern vor allem seine Mutter zu leiden. Die Ermittler halten es für möglich, dass Jonas die Hilflosigkeit seines Vaters ausgenutzt und ihn getötet hat. Im Verhör von Jonas und Caro gesteht jedoch am Ende sie, Rogge aus Wut und Kränkung erschlagen zu haben.

## Hintergrund
Liebesrausch wurde vom 30. August bis zum 28. September 2016 in Schleswig gedreht und am 4. Dezember 2017 im ZDF als Fernsehfilm der Woche gesendet.

## Rezeption

### Einschaltquoten
Die Erstausstrahlung von Liebesrausch am 4. Dezember 2017 im ZDF verfolgten 6,88 Millionen Zuschauer, dies entsprach einem Marktanteil von 21,3 Prozent.

### Kritiken
Harald Keller schrieb bei Tittelbach.tv: Der Film „krankt ein wenig an als Autorenmanipulation erkennbaren Plotpoints, überzeugt hingegen durch eine qualitative Kinematographie, die nicht selbstzweckhaft ästhetisiert, sondern psychologische Vorgänge verdeutlicht und kommentiert.“
Auch die Kritiker der Fernsehzeitschrift TV Spielfilm vergaben die beste Wertung, einen Daumen nach oben, und schrieben: „Die pädagogisch wertvollen Vorträge, die Jana ihrem Sohn Leo in jeder Folge hält, erhalten hier einen Dämpfer: Es ist Leos ausgiebige Handynutzung, die zur Fallklärung einen wertvollen Hinweis liefert.“ Fazit: „Lebenslügen, klarsichtig aufgebrochen“
Bei der FAZ schrieb Heike Hupertz: „Die Unvereinbarkeit von Familie und Gefühlen, von Bindungen und Freiheitsdrang – das ist der Stoff, aus dem hier auch das Verbrechen gemacht ist. Für die Lösung des Falls muss Jana Winter eine doppelte Familiengeschichte aufdröseln, mit bitterzartem Charme. Der gewönne noch, müsste sie ihrem Sohn nicht in jeder Folge einen Erziehungsvortrag halten – dieses Mal geht es um Smartphones.“